# Gli intrattenimenti delle notti sull'isola
Gli intrattenimenti delle notti sull'isola (in originale Island Nights' Entertainments) è una raccolta di racconti di Robert Louis Stevenson, pubblicata nel 1893, presso Cassell di Londra con illustrazioni di Gordon Browne e William Hatherell.

## Edizioni
- Il maledetto di Falesà, trad. di Stanis La Bruna, Milano, Ed. Economiche Italiane, 1939 (solo il primo racconto)
- Il diavolo nella bottiglia - La spiaggia di Falesà - L'isola delle voci, trad. di Emma Masci Kiesler, Milano, Paoline, 1967
- Romanzi, racconti e saggi, a cura di Attilio Brilli, Milano, Mondadori (I Meridiani), 1982
- L'isola del tesoro e racconti (1883-1893)'', a cura di Salvatore Rosati, Milano, Mursia, 1987
- Gli intrattenimenti delle notti sull'isola, introduzione di Mario Maffi, Milano, Mondadori, 1996
- I racconti, a cura di Alessandro Ceni, Torino, Einaudi (I millenni), 1999
- Intrattenimenti notturni dell'isola, a cura di Aldo Magagnino, Nardò, Controluce, 2011
- La spiaggia di Falesá, a cura di Richard Ambrosini, Venezia, Marsilio, 2011